# Culicoides polypori
Culicoides polypori är en tvåvingeart som beskrevs av Wirth och Blanton 1968. Culicoides polypori ingår i släktet Culicoides och familjen svidknott. Inga underarter finns listade i Catalogue of Life.